# Moise Kean
Moise Kean (ur. 28 lutego 2000 w Vercelli) – włoski piłkarz iworyjskiego pochodzenia  występujący na pozycji napastnika we włoskim klubie ACF Fiorentina oraz w reprezentacji Włoch.

## Narodziny i dorastanie
Kean urodził się w Vercelli w rodzinie iworyjskich imigrantów Biorou i Isabelle. Rodzice rozstali się, gdy Kean miał cztery lata. W tym momencie on i jego dwaj bracia przeprowadzili się z matką do Asti, gdzie spędził resztę swojego dzieciństwa i młodości.

## Kariera klubowa

### Kariera juniorska
Kean został po raz pierwszy zauważony przez Renato Biasi, który umieścił go w młodzieżowych drużynach Asti, zanim zaoferował go Torino. Jednak w 2010 roku nie oczekiwanie podpisał kontrakt z rywalem Torino zespołem Juventusu (we Włoszech do ukończenia przez zawodnika 14 roku życia maksymalna długość kontraktu wynosi 1 rok i musi być odnawiany co roku).  W swoim ostatnim sezonie (2015/16) w młodzieżowych drużynach Juventusu, strzelił 24 gole w 25 meczach.

### Juventus
Kean zadebiutował w Juventusie 19 listopada 2016 r. mając zaledwie 16 lat, 8 miesięcy i 23 dni, zastępując w 84. minucie Mario Mandžukicia w wygranym 3:0 meczu z Pescarą w Serie A. Tym sposobem został najmłodszym debiutantem w barwach Bianconeri i pierwszym zawodnikiem urodzonym w latach 2000, który zagrał w meczu jednej z czterech głównych lig europejskich.  22 listopada tego samego roku został pierwszym piłkarzem urodzonym w nowym tysiącleciu, który wystąpił w meczu Ligi Mistrzów UEFA, po tym jak został wprowadzony na boisko w 84. minucie wygranego 3:1 wyjazdowego spotkania z Sevillą. W ostatniej kolejce sezonu 2016/17, Kean strzelił swojego pierwszego gola dla Juventusu. Stał się także pierwszym piłkarzem urodzonym w 2000 roku, który strzelił bramkę w jednej z pięciu głównych lig europejskich.
31 sierpnia 2017 roku, po przedłużeniu kontraktu do 30 czerwca 2020 roku, Kean został wypożyczony do Hellas Verona na okres jednego roku 10 września zadebiutował w barwach Hellas w Serie A, zastępując Alexa Ferrariego w 46. minucie przegranego 5:0 meczu z Fiorentiną. 1 października Kean strzelił swojego pierwszego gola dla Hellas w 87. minucie zremisowanego 2:2 meczu z Torino. Łącznie wystąpił w 20 meczach w których zdobył 4 bramki.
Przed kolejnym sezonem powrócił do Juventusu. 2 kwietnia 2019 roku po zdobyciu bramki na 2:0 Kean był przedmiotem rasistowskich ataków części fanów Cagliari. Jego partner z drużyny Juventusu, Leonardo Bonucci w pomeczowym wywiadzie stwierdził, że Kean ponosił część winy za te zdarzenia z powodu sposobu celebrowania bramki, które wywołało dalsze okrzyki. Słowa te spotkały się z ostrą krytyką ze strony między reprezentanta Anglii Raheema Sterlinga, rodaka Maria Balotellego, a także byłego zawodnika Juventusu Paula Pogby.

### Everton
Kean dołączył do Evertonu 4 sierpnia 2019 roku, podpisując pięcioletni kontrakt. Kwota transferu wyniosła 27,5 miliona euro, a dodatkowo 2,5 miliona w zmiennych. 10 sierpnia zadebiutował w Evertonie w zremisowanym 0:0 meczu z Crystal Palace, zastępując Dominica Calverta-Lewina. Kean strzelił swojego pierwszego gola dla Evertonu 21 stycznia 2020 roku, w zremisowanym 2:2 spotkaniu z Newcastle United. 

#### wypożyczenie do PSG
Kean rozpoczął sezon 2020/21 w Evertonie i strzelił dwa gole w dwóch meczach Pucharu EFL. W dniu 4 października 2020 roku został wypożyczony do klubu Paris Saint-Germain na zasadzie rocznego wypożyczenia. Zadebiutował 16 października w wygranym 4:0 meczu z Nîmes w Ligue 1. 28 października Kean strzelił swoje pierwsze gole w Lidze Mistrzów UEFA, dwukrotnie pokonując bramkarza İstanbul Başakşehir w fazie grupowej.

## Kariera międzynarodowa
Kean był uprawniony do reprezentowania zarówno Włoch, jak i Wybrzeża Kości Słoniowej, po tym jak urodził się we Włoszech, jednak jego rodzice są Iworyjczykami.

### Reprezentacje juniorskie
Od 2015 roku Kean reprezentował Włochy w kategorii U-15. Z drużyną Włoch U-17 brał udział w turniejach Mistrzostw Europy U-17 zarówno w 2016 jak i 2017 roku, zdobywając po 1 bramce w każdej z edycji.
W reprezentacji Włoch U-19 wziął udział w Mistrzostwach Europy U-19 2018 i strzelił gola w fazie grupowej z Norwegią oraz w półfinale z Francją, pomagając Włochom awansować do finału turnieju. Finałowy mecz z Portugalią rozpoczął na ławce rezerwowych, ale wszedł jako rezerwowy i strzelił 2 gole w drugiej połowie, by doprowadzić do remisu i dogrywki, ale mecz zakończył się zwycięstwem Portugalii 4:3.
W drużynie U-21 zadebiutował 11 października 2018 roku w towarzyskim meczu z Belgią w Udine. Wziął udział w Mistrzostwach Europy U-21 2019, w których Włochy odpadły w fazie grupowej.

### Reprezentacja seniorska
W listopadzie 2018 roku Kean został powołany do pierwszej reprezentacji Włoch przez selekcjonera Roberto Manciniego. 20 listopada mając 18 lat i 265 dni, zadebiutował w seniorskiej reprezentacji Włoch w towarzyskim meczu ze Stanami Zjednoczonymi w Genk, który ostatecznie zakończył się zwycięstwem Włochów 1:0. 23 marca 2019 roku Kean po raz pierwszy strzelił gola dla Włoch w wygranym 2:0 domowym meczu z Finlandią na otwarcie eliminacji UEFA Euro 2020.